# Literatura Mondo

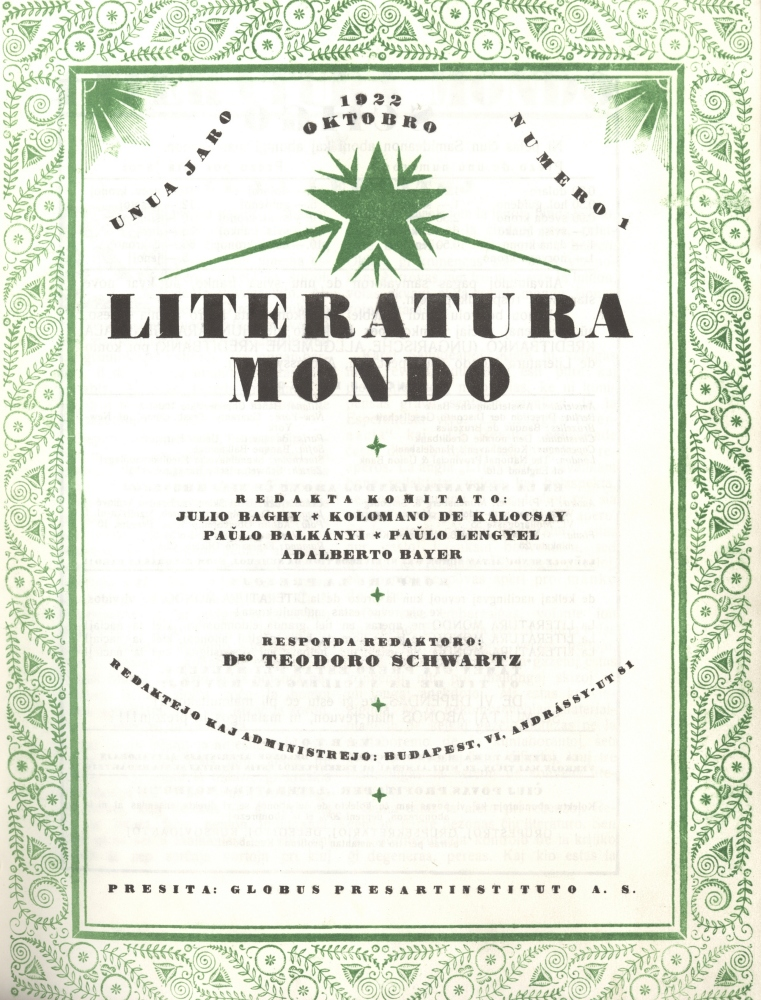
Página de cubierta de la primera publicación

Literatura Mondo (Mundo literario) era un periódico en esperanto publicado en Budapest, Hungría, entre 1922 y 1949. Se volvió el punto focal de la llamada Escuela Aquincense de Literatura en Esperanto. Fue fundada por Tivadar Soros, padre del magnate, inversor y filántropo húngaro-estadounidense George Soros.

## Revista
La revista Literatura Mondo apareció primero en Budapest en 1922. La publicación de la revista se interrumpió en 1927 pero fue reanudada en enero de 1931. Después de la Segunda Guerra Mundial, Literatura Mondo reapareció y siguió publicándose durante otros tres años, entre 1947 y 1949. En 1950, Literatura Mondo informó a sus suscriptores que "debido a obstáculos financieros, la publicación de la revista es ya no posible. En el año 1949 hemos decidido producir cuatro números [en vez de los seis previstos]."
El editor de la revista entre octubre de 1922 y septiembre de 1924 fue Theodor Schwarz (desde 1936 conocido como Tivadar Soros). Fue sucedido por Kálmán Kalocsay quien, asistido por Julio Baghy, editó la revista durante sus tres periodos de publicación.

## Casa editorial
Literatura Mondo también publicó libros. Estos incluían todas las obras de Kálmán Kalocsay, la obra original de Stellan Enghol, los primeros trabajos en el libro de Lajos Tárknoy, Johan Weinhengst, Eugene Aisberg y Hendrik Adamson además de la Enciclopedia del Esperanto.